# سعدون حمود
سعدون حمود مهاجم فريق الاتفاق والمنتخب السعودي سابقًا. ساهم مع فريقه للحصول على الدوري السعودي بدون أي خسارة كأول فريق في الدوري يحقق هذا الإنجاز.